# Aleurodicus holmesii
Aleurodicus holmesii es un hemíptero de la familia Aleyrodidae, con una subfamilia: Aleyrodinae. Fue descrita científicamente en 1913 por Quaintance & Baker.